# فيليب روجرز
فيليب روجرز هو متسابق يخت كندي، ولد في 14 فبراير 1908 في فانكوفر في كندا، وتوفي في 9 يونيو 1961.

## وصلات خارجية
- فيليب روجرز على موقع أوليمبيديا (الإنجليزية)